# Assedio di Kaifeng (1232-1233)
L'assedio di Kaifeng (1232-1233) permise all'impero mongolo di conquistare Kaifeng, allora Bianjing, capitale della Dinastia Jīn. I Mongoli ed i Jīn (di etnia Jurchen) erano in guerra da quasi due decenni, da quando, nel 1211 i Jīn rifiutarono il vassallaggio nei confronti di Gengis Khan. Ögödei Khan, figlio ed erede di Gengis, inviò due eserciti ad assediare Kaifeng, uno guidato da lui stesso e l'altro da suo fratello Tolui. Il comando delle forze mongole, una volta confluite in un unico esercito, fu affidato al valente generale Subedei. I mongoli arrivarono sotto le mura di Kaifeng l'8 aprile 1232.
L'assedio privò la città di risorse e i suoi abitanti furono assaliti da carestie e malattie. I soldati Jīn difesero la città con lance da fuoco e bombe di polvere da sparo, uccidendo molti mongoli e ferendone gravemente altri. I Jīn cercarono di negoziare un trattato di pace ma l'assassinio di un diplomatico mongolo vanificò tali sforzi. L'imperatore Aizong di Jin fuggì dalla capitale, riparando a Caizhou, affidando Kaifeng al generale Cui Li che giustiziò i lealisti dell'imperatore e si arrese prontamente ai mongoli. Subedei entrò a Kaifeng il 9 maggio 1233 e la saccheggiò. 
La dinastia Jīn cadde poco dopo, quando Aizong si suicidò e Caizhou fu conquistata (1234).

## Antefatto

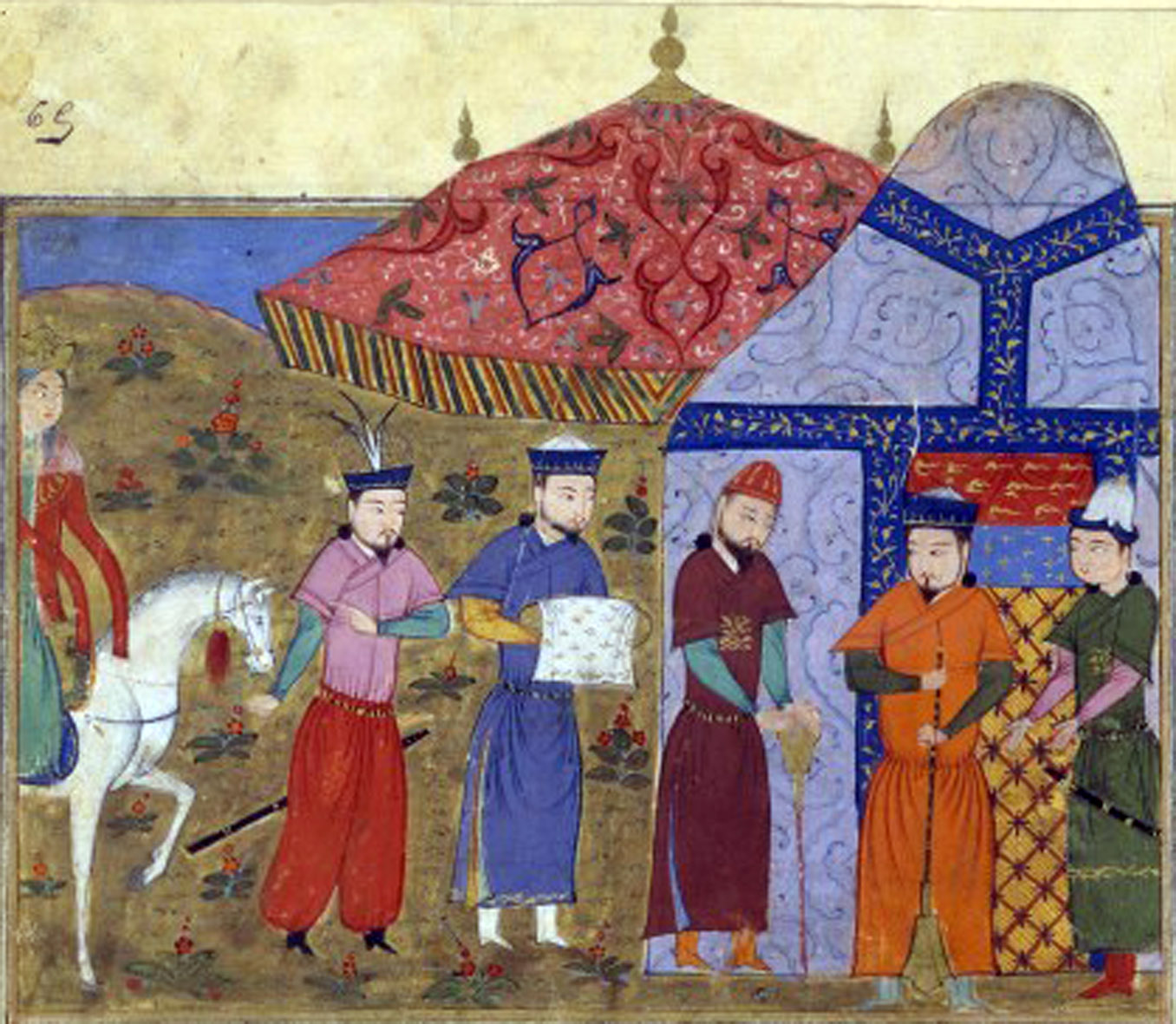
Gengis Khan riceve gli inviati di Jīn

Gengis Khan fu dichiarato Khaghan nel 1206. I mongoli si erano uniti sotto la sua guida e avevano sconfitto le tribù rivali delle steppe. Nello stesso periodo, la Cina vera e propria era divisa in tre stati dinastici separati: nel nord, la dinastia Jīn di etnia Jurchen controllava la Manciuria e le terre cinesi a nord del fiume Huai; la dinastia Xia occidentale di etnia Tangut governava parti della Cina occidentale; la dinastia Song di etnia Han regnava nel sud. I Mongoli soggiogarono gli Xia occidentale nel 1210 e in quello stesso anno misconobbero il loro vassallaggio ai Jīn. Le ostilità tra Jīn e Mongoli s'accumularono: Gengis bramava la prosperità del territorio degli Jurchen; uno dei successori di Gengis, Ambaghai, era stato assassinato dai Jīn; l'imperatore Jīn Wanyan Yongji, quand'era ancora principe, ebbe uno screzio personale con Gengis; ecc.

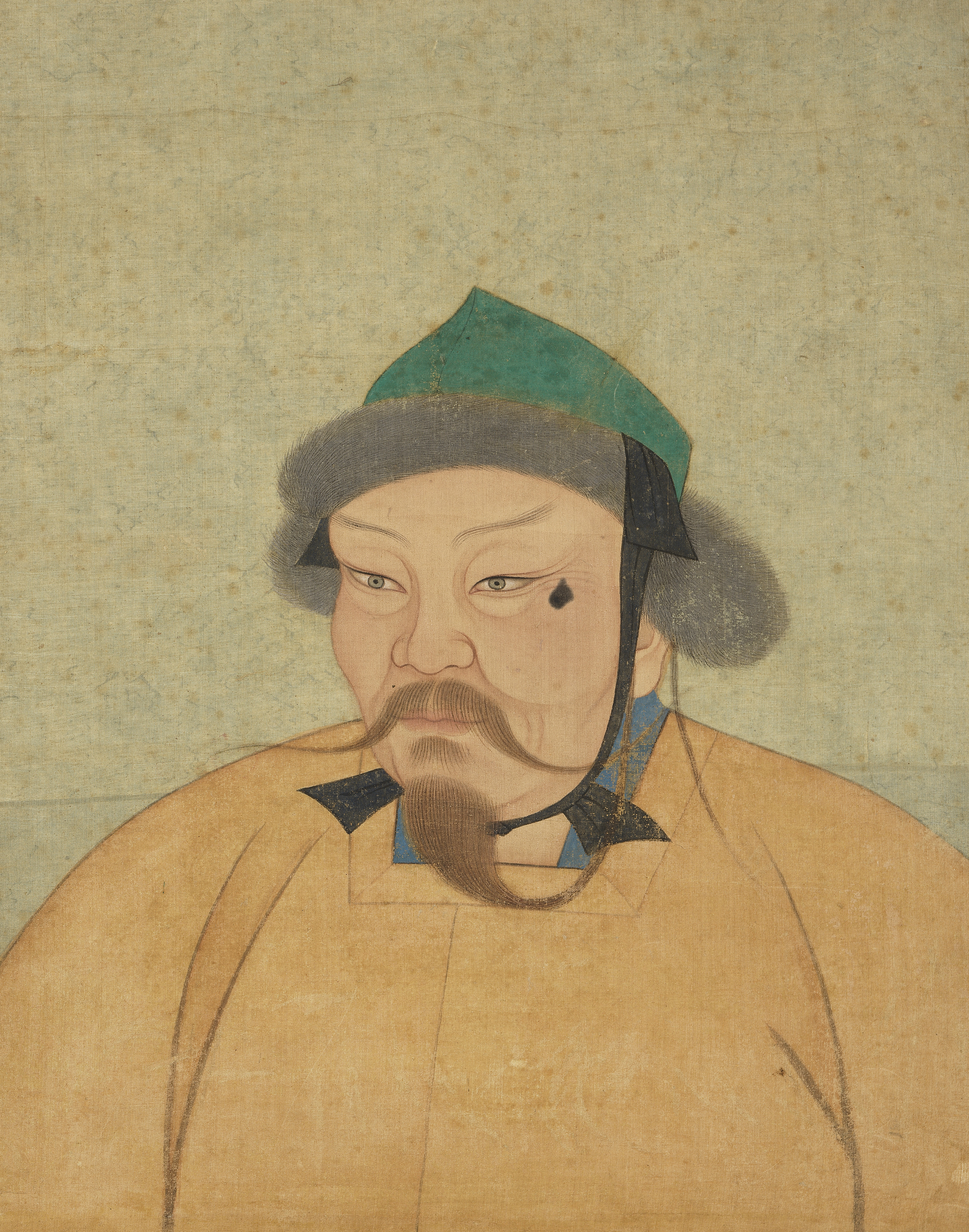
Ögedei Khan, figlio e successore di Gengis Khan.

Gengis Khan apprese che una carestia aveva colpito i Jīn e li invase nel 1211, guidando personalmente uno dei due eserciti furono inviati nel territorio nemico. I Jīn costruirono i loro eserciti e rafforzarono le loro città in preparazione dell'incursione mongola. La strategia mongola si basava sul catturare piccoli insediamenti e ignorare le fortificazioni delle principali città. Saccheggiarono la terra e si ritirarono nel 1212. I mongoli tornarono l'anno successivo e assediarono Zhongdu (occupante gli attuali distretti di Xicheng e Fengtai di Pechino), la capitale dei Jīn, nel 1213. I mongoli non furono in grado di penetrare le mura della città nella battaglia di Zhongdu ma intimidirono l'imperatore Jīn che pagò un tributo per farli ritirare nel 1214. Nel corso dell'anno, temendo un altro attacco, i Jīn trasferirono la capitale da Zhongdu a Bianjing (attuale Kaifeng, nel Henan). I mongoli assediarono ancora una volta Zhongdu nel 1215 una volta appreso che la corte Jīn era fuggita. La città cadde il 31 maggio e nel 1216 vaste aree del territorio di Jīn erano ormai sotto il controllo di Gengis Khan.
Nel frattempo, i Jīn erano stati afflitti da molteplici rivolte. In Manciuria, i Khitani di Yelü Liuge dichiararono la loro indipendenza dai Jīn e s'allearono con i Mongoli. Yelü fu intronizzato come sovrano fantoccio da Gengis Khan nel 1213 e ricevette il titolo di imperatore della dinastia Liao. La spedizione Jurchen inviata contro di lui al comando di Puxian Wannu non ebbe successo. Wannu, rendendosi conto che la dinastia Jīn era sull'orlo del collasso, si ribellò e si dichiarò re dello Xia orientale nel 1215. Più a sud, le ribellioni erano scoppiate nello Shandong, principiando nella rivolta di Yang Anguo (1214) poi nota come "Rivolta delle Giubbe Rosse" (1215). Dopo la conquista di Zhongdou (1215), Gengis ridusse l'impegno bellico in Cina focalizzando le risorse mongole nell'invasione dell'Asia Centrale. I Jīn cercarono di compensare le fresche perdite territoriali subite invadendo i Song nel 1217 ma l'esito fu infruttuoso e i Jīn proposero una tregua ai Song che la rifiutarono. Nel 1218, ai diplomatici Jurchen fu proibito di recarsi dai Song. L'attacco mongolo ai Jīn si placò ma non si fermò, proseguendo per tutto il 1220 sotto il comando del generale Mukhali la cui morte per malattia (1223) pose formalmente fine delle campagne mongole in Cina. I Jīn stabilirono la pace con i Song che però continuarono ad assistere l'insurrezione delle Giubbe Rosse contro di loro. Gengis Khan si ammalò e morì nel 1227. Gli successe il figlio Ögedei Khan che decise di riaccendere le ostilità con i Jīn nel 1230.
Il generale di etnia Han Shi Tianze guidò le truppe per inseguire l'imperatore Aizong mentre si ritirava e distrusse un esercito Jīn di 80 000 uomini guidato da Wanyan Chengyi (完顏承裔) a Pucheng (蒲城). Shi Tianze guidò un tumen Han nell'esercito mongolo poiché la sua famiglia sotto suo padre Shi Bingzhi disertò ai mongoli sotto Muqali contro i Jīn.

## Assedio di Kaifeng

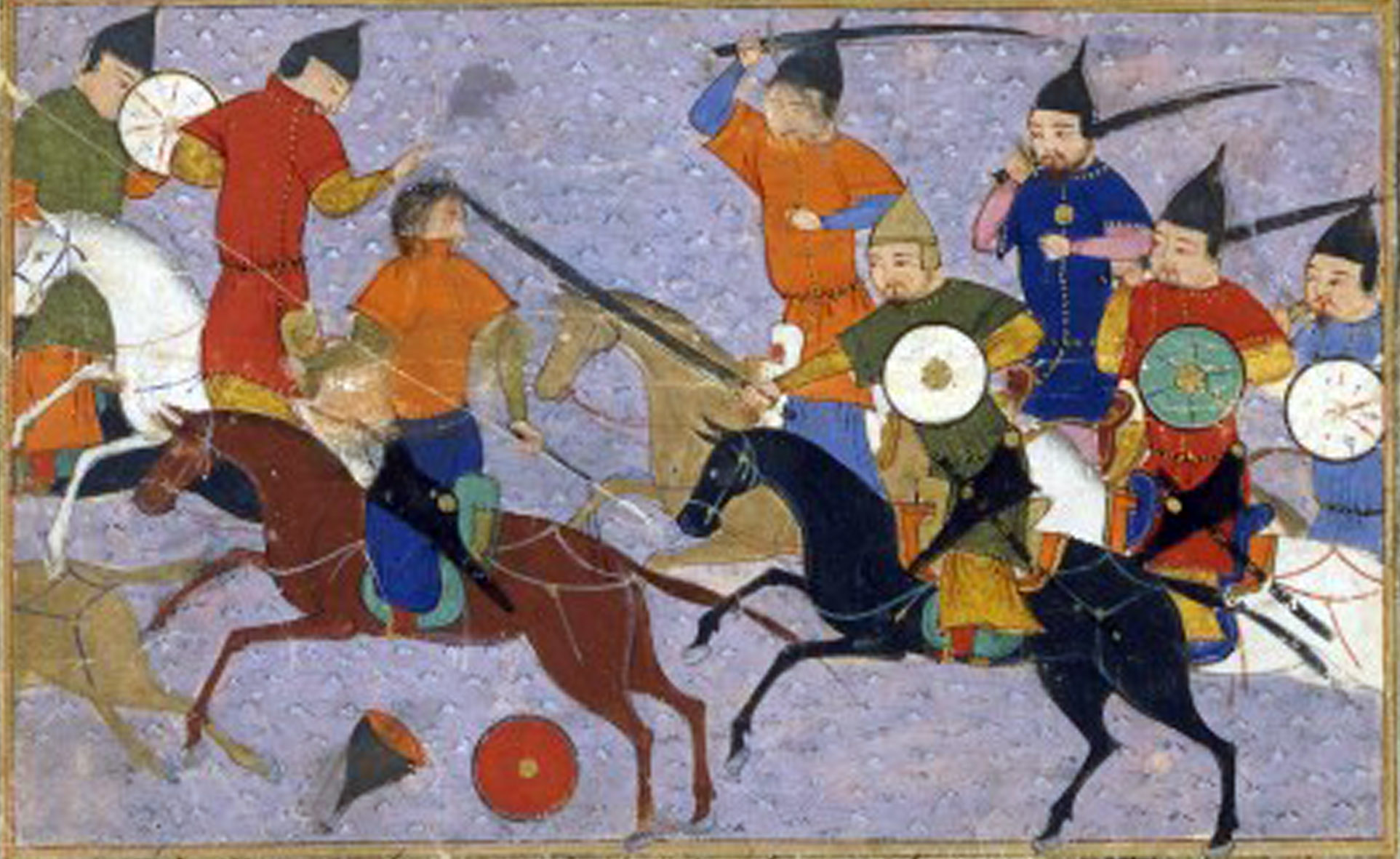
Battaglia tra Jīn e Mongoli nel 1211, dal Jami' al-tawarikh

Due eserciti mongoli furono inviati nel 1230 alla conquista della capitale Jīn di Kaifeng, allora chiamata Bianjing. I piani prevedevano che un esercito si avvicinasse alla città da nord, mentre il secondo attaccasse da sud. Ögödei assunse il comando dell'esercito con sede nello Shanxi e suo fratello Tolui quello di stanza nello Shaanxi ma una malattia li allettò, costringendoli a rinunciare al comando operativo. Ögedei si riebbe ma Tolui morì l'anno successivo. Spettò dunque al generale Subedei guidare le forze mongole combinate una volta che i due eserciti s'unirono tra la fine del 1231 e l'inizio del 1232. I mongoli raggiunsero il fiume Giallo il 28 gennaio 1232 e Kaifeng il 6 febbraio, avviando l'assedio l'8 aprile.
I Jīn cercarono di negoziare un trattato di pace e ci furono effettivi progressi verso un accordo nell'estate del 1232 ma l'assassinio del diplomatico mongolo Tang Qing e del suo entourage da parte degli Jurchen pose fine ai colloqui. I Jīn si disperarono: avevano arruolato la maggior parte degli uomini disponibili nell'impero per difendere Kaifeng o per combattere contro i mongoli in prima linea; una pestilenza stava devastando la popolazione della città; la fame era dilagante e le scorte stavano finendo, nonostante il razionamento forzato e le confische. La disgregazione politica della città creò timori infondati che ci fosse una minaccia interna e diversi residenti furono giustiziati perché sospettati di tradimento.
La difesa della città non crollò subito. I Jīn resistettero per mesi prima che la città cadesse. L'imperatore Jurchen ebbe l'opportunità di fuggire alla fine del 1232 e partì con un seguito di funzionari di corte. Lasciò il governo della città al generale Cui Li e si portò a Guide, nel Henan, il 26 febbraio 1233, passando poi a Caizhou il 3 agosto. La ritirata dell'imperatore fu rovinosa per il morale dei soldati che difendevano la città. Sulla scia della partenza dell'imperatore, Cui Li ordinò l'esecuzione dei lealisti imperiali rimasti in città e si arrese ai mongoli, aprendo loro le porte della città il 29 maggio, conscio che proseguire l'assedio fosse un suicidio. Cui Li sarebbe morto in seguito in un duello causato da un insulto alla moglie di un suo sottoposto.
Subedei mise comunque al sacco la città conquistata ma, cosa atipica, consentì il regolare svolgersi dell'attività commerciale. I residenti più ricchi della città vendettero i loro beni di lusso ai soldati mongoli per le scorte alimentari di cui avevano bisogno. I membri maschi della famiglia reale Jīn rimasti in città furono catturati e giustiziati, mentre tutte le concubine imperiali, inclusa l'imperatrice vedova, furono catturate e portate a nord.

## Tecnologia militare
Lo storico Herbert Franke ha osservato nella sua valutazione della battaglia che l'assedio è significativo per gli storici della tecnologia militare. Molti dettagli dell'assedio sono noti grazie ad un resoconto completo compilato da un funzionario Jīn che viveva a Kaifeng. Gli Jurchen spararono esplosivi, azionati da trabucchi, contro l'esercito avversario. Una registrazione contemporanea della battaglia racconta il processo con cui furono lanciate le bombe. Per prima cosa, un soldato ha acceso la miccia. La fune del trabucco è stata tirata, lanciando la bomba in aria. La bomba ha prodotto una grande esplosione nel momento in cui è atterrata, infliggendo danni che potrebbero penetrare nell'armatura. L'esplosione a volte ha acceso un incendio sull'erba del campo di battaglia, che potrebbe bruciare a morte un soldato, anche se fosse sopravvissuto all'esplosione iniziale. Le bombe erano più primitive dei moderni esplosivi e occasionalmente non riuscivano a esplodere o esplodevano troppo presto. I soldati mongoli contrastarono le bombe scavando trincee che conducevano alla città, che coprirono con scudi di pelle bovina, per proteggersi dagli esplosivi sparati dall'alto.

Il funzionario Jurchen riporta che:
(Trad. in Turnbull 2003, p. 33)
La fanteria Jīn era armata di lance da fuoco: lance con un tubo attaccato contenente una miscela di polvere da sparo di zolfo, carbone di legna e salnitro, porcellana macinata e limatura di ferro. La fiamma che scaturiva dalla lancia raggiungeva una distanza di tre metri. L'esca riscaldata che accendeva l'arma era conservata in una piccola scatola di ferro trasportata dai soldati in battaglia. Una volta consumata la polvere da sparo, la lancia da fuoco poteva essere impugnata come una normale lancia o rifornita da un nuovo tubo pieno di polvere da sparo.
Le bombe e le lance da fuoco erano le uniche due armi dei Jīn che i mongoli erano cauti nell'affrontare. Lo schieramento di polvere da sparo da parte degli Jurchen era ampio, ma non è certo se i mongoli avessero acquisito polvere da sparo dai Jurchen prima di questo punto. Herbert Franke sostiene che la polvere da sparo fosse nell'arsenale di entrambi i combattenti ma Turnbull crede che solo i Jīn ne facessero uso. I mongoli caricarono le loro catapulte con grosse pietre o bombe di polvere da sparo, che furono sparate contro le fortificazioni di Jīn. Lo sbarramento causò vittime in città e ebbe un impatto psicologico sui soldati che azionavano i trabucchi Jīn.

## Conseguenze
L'assedio di Kaifeng paralizzò la dinastia Jīn ma non la distrusse. Il penultimo imperatore della dinastia, l'imperatore Aizong, era sfuggito alla cattura ma era rimasto indigente dopo l'assedio. Mandò i suoi diplomatici a chiedere aiuto alla vicina dinastia Song, facendo leva sul rischio d'una invasione mongola dei loro territori una volta che i Jīn fossero caduti. I Song, tradizionali nemici dei Jīn che li avevano privati del dominio sulla Cina settentrionale, rifiutarono l'offerta e si allearono con i Mongoli, collaborando con loro alla conquista dell'ultima roccaforte Jīn. Nel dicembre 1233, i mongoli assediarono Caizhou, dove Aizong era fuggito da Kaifeng. L'imperatore non riuscì a fuggire dalla città assediata e ricorse al suicidio. Il 9 febbraio 1234, i mongoli sfondarono le difese di Caizhou. L'imperatore Mo, designato successore di Aizong, fu ucciso in battaglia: il suo regno durò meno di due giorni, dal 9 febbraio alla sua morte avvenuta il 10 febbraio. La dinastia Jīn terminò con la caduta di Caizhou.
Un anno dopo la fine della dinastia Jīn, la previsione dell'imperatore Aizong si rivelò corretta, con l'inizio della conquista mongola della dinastia Song.

## Confronto con il trattamento mongolo di altre famiglie reali
La storica Patricia Buckley Ebrey ha notato che la Dinastia Yuan fondata dai Mongoli nella Cina assoggettata trattò duramente la famiglia reale Jurchen Wanyan, massacrandone gli esponenti a centinaia così come valso per i Tangut della Dinastia Xia occidentale. Per contro, i mongoli furono indulgenti nei confronti della famiglia reale Han dei Song meridionali, diversamente dagli Jurchen nell'incidente di Jingkang, risparmiando sia i reali nella capitale Hangzhou, come l'imperatore Gong Di e sua madre, sia i civili al suo interno, oltra a non saccheggiare la città, consentire lo svolgere dei loro normali affari, assorbendo i funzionari di corte. I mongoli non presero per sé le donne dei Song ma le fecero sposare ad artigiani Han a Shangdu.L'imperatore mongolo Kublai Khan concesse persino una principessa mongola della sua stessa famiglia, i Borjigin, in moglie all'imperatore Gong Di e dall'unione nacque un figlio di nome Zhao Wanpu. A titolo di confronto, basti considerare che Gengis Khan, decenni prima, aveva costretto gli Jurchen Jīn a dargli, come concubina, la figlia dell'imperatore Wanyan Yongji, la principessa Jīn Jurchen Wanyan di Qi (岐國公主), dopo la battaglia di Zhongdu. Nell'assedio di Kaifeng, i mongoli e i cinesi Han che disertarono ai mongoli massacrarono i membri maschi della famiglia imperiale Jīn e ne catturarono le donne, incluse concubine e principesse, come bottino di guerra. I mongoli saccheggiarono la città quando cadde ma cosa atipica per la maggior parte degli assedi del tempo, consentirono il commercio. I residenti più ricchi della città vendettero i loro beni di lusso ai soldati mongoli per le scorte alimentari di cui avevano bisogno. I membri maschi della famiglia reale Jīn residenti in città furono catturati e giustiziati. Tutte le concubine imperiali Jīn, inclusa l'imperatrice vedova, furono catturate e portate a nord.